# Trešiče
Trešiče (nemško Dröschitz) je naselje v Občini Vrba na Koroškem v Okraju Beljak-dežela na Koroškem v Avstriji.